# Vacuna contra el virus respiratorio sincitial
La vacuna contra el virus respiratorio sincitial (vacuna VRS), comercializada como Arexvy y Abrysvo, es una vacuna que protege contra el virus respiratorio sincitial . 

## Uso médico
Se utiliza en embarazadas en las semanas 24 a 36 de gestación   para proteger al bebé y en personas mayores de 60 años.  Se administra en una dosis única mediante inyección en el músculo del brazo. Reduce el riesgo de enfermedad grave entre un 50 y un 85 %.

## Efectos secundarios
Los efectos secundarios frecuentes incluyen dolor en el lugar de la inyección, cansancio, dolor de cabeza y dolor muscular.  Estos síntomas suelen desaparecer en un par de días. A fecha de 2023, no hay datos disponibles suficientes para saber los efectos sobre el riesgo de parto prematuro. La vacuna funciona «enseñando» al sistema inmunológico cómo defender al cuerpo contra el VSR. Arexvy contiene una versión de la proteína RSVPreF3 mientras que Abrysvo contiene la proteína F en configuración de prefusión estabilizada de los subgrupos A y B.

## Historia
Las vacunas fueron aprobadas para uso médico en Estados Unidos, Europa y Canadá en 2023. En Columbia Británica, Canadá, cuesta alrededor de 230 CAD y, a fecha de 2023, está disponible para la compra privada. La investigación sobre estas vacunas se inició entre las décadas de los 50 y los 60, pero fue un estudio publicado en 2013 el que permitió desarrollar las vacunas actuales.  El conocimiento disponible gracias a esta vacuna contribuyó al rápido desarrollo de las vacunas contra la COVID-19.